# علي مور
علي مور (بالإنجليزية: Ali Moore)‏ هي صحفية أسترالية، ولدت في 1965.